# 武中はじめ
武中 はじめ（たけなか はじめ、本名：武中肇、1932年（昭和7年）2月15日 - 1995年（平成7年）9月7日）は、日本の歌手、タレント、ラジオパーソナリティ。元コロムビア専属歌手で、1970年代以降は宮崎放送（MRT）所属のタレントとしてMRT制作のラジオ・テレビ番組に数多く出演。宮崎県の企業CM出演や地元イベント参加など郷土に根ざした活躍で知られた。また歌謡学校などで歌手を指導・育成したり、障がい者支援の慈善活動を行うなど多岐にわたる活動を展開した。宮崎放送制作のテレビ番組「おくさま9:30」にてMRT正面玄関前レポーター担当などタレントとして活動していた武中吾子（たけなかあこ）は娘。

## 略歴
- 宮崎県西都市出身[1]。宮崎県立妻高等学校卒業[1]。1965年（昭和40年）TBS 「サンテ10人抜きのど自慢」（5月13日19:00-19:30、宮崎市民会館よりテレビ公開生放送）に挑戦者の一人として出演、勝ち抜いて全国大会へ進出する。翌1966年（昭和41年）「第4回サンテ10人抜きのど自慢決勝大会」（東京開催、元旦放送）で全国優勝をおさめる[1]。（参天製薬から優勝商品としてスポーツカーが贈られた。）
- 1967年（昭和42年）「みやざき小唄」で歌手としてデビュー。その後は地元・宮崎県でローカルタレントとして活動。1976年（昭和51年）に放送を開始した冠ラジオ番組「はじめちゃんの歌え人生そりゃボクじゃ」は15年間続いた長寿番組となった。また1984年（昭和59年）よりテレビ番組「MRT10人抜き歌のチャンピオン」で司会を担当、同番組は平均視聴率が20パーセントを超える人気コンテンツとなり、県内各地で公開録画を実施したり、番組内からプロ歌手が誕生（第7代チャンピオンの大原恵子）するなど、常に話題を集め、5年間にわたる長期放送となった。
- 後年、福祉活動に熱心に取り組んでおり、身障者の堀川敏幸が作曲を手がけた「元気だしなよ」（山塚重人が詞を提供、1975年9月開催「宮崎県心身障害者雇用激励大会」にて発表）のレコード化を堀川と共に推進。宮崎放送が「MRT身障者チャリティキャンペーン〜身障者を励ますレコード出版企画」と銘打ってラジオ等で寄付を募り、1978年（昭和53年）6月に武中の歌唱によるレコードが発売され大きな反響を呼んだ。本曲は1979年（昭和54年）10月に開催された「第15回全国身体障害者スポーツ大会」開会式の入場行進曲にも採用された。ほかにも、MRT開局35周年記念「武中はじめ老人ホーム慰問キャンペーン」（1989年5月-9月）の企画において多くの介護施設を訪問した。
- 1995年（平成7年）8月末に体調を崩し、入院先よりラジオ収録スタジオに通うなど亡くなる直前までタレント活動を意欲的に続けたが、9月7日に肺炎のため63歳で死去した。9月2日の「はじめちゃんの人生 三・三・七拍子 あの町この町ふるさと放送局」生放送が最後の出演となった。
- 2003年（平成15年）MRTが開局50周年の一環として「武中はじめスペシャル〜ふるさとよ〜」を制作（8月31日放送）。郷土歌手としての武中を偲ぶラジオ特番であった。

## タレント活動

### テレビ出演番組
- UP UP（1973年9月15日-12月29日/山下末則 アナ司会・MRT初の自社制作ヤング向け音楽番組。武中は娘の吾子と共に出演）
- MRT10人抜き歌のチャンピオン （1984年4月-1989年3月/斉藤しおりアナと共に司会を担当）
- MRTザ・歌BAN （1989年10月-1991年3月/柳田光義らと共に審査員として出演）
- 特別番組・MRT歌謡曲選手権（MRT開局15周年記念番組、宮崎市民会館での決勝戦をテレビ・ラジオで9月14日収録し後日放送。武中は審査員として出演/1969年9月23日）
- おめでとう'84 お正月大放送（特番、ゲスト出演/1984年1月3日）
- 新春テレビ特番・歌い初めお正月大賞（特番、公開生放送/遠藤玲子アナと共にメイン司会を担当/1987年1月1日）
- はじめちゃん新緑の西米良を行く（「チュンチュンあんてな 」内にて/1991年5月30日）
- 演歌の旅四十年故郷に歌う〜武中はじめリサイタル〜（1992年5月24日西都市民会館にて収録/同年6月27日放送）

### ラジオ出演番組
- はじめちゃんの歌え人生そりゃボクじゃ （1976年10月-1991年10月/嶋田仁美アナ、月田洋美アナ他と担当）
- わが青春のメロディー（1984年-1987年）
- モーニングワイド・みやざき朝一番（1984年11月-?/森本真弓と共に担当）
- 歌ってる場合ですよ（1986年・1987年頃）
- 武中はじめの歌のセレナーデ（1987年10月-1988年4月）
- アコとはじめの出前放送局（1987年-1988年、娘の武中吾子と担当）
- 吾子とはじめのいもがら♪かぼちゃ7時です（1989年4月-89年10月、90年4月-10月、91年4月-9月）→吾子＆はじめのいもがらかぼちゃ（1989年10月-90年4月※20時台、90年10月-91年4月※21時台）
- はじめちゃんの人生 三・三・七拍子（1991年10月-1994年6月、鎌田さとみ他と担当）
- 人生、三・三・七拍子スペシャル はじめちゃんのあの町この町ふるさと放送局（1994年7月-1995年9月/MRTラジオ開局40周年記念番組/小磯裕子アナと共に担当）
- MRTラジオ放送開始10000日記念生ワイドスペシャル・おかげさまで1万回（特番、2スタジオからの生中継レポーターを担当/1981年11月15日）
- はじめちゃんの青春真只中（県立妻高創立60周年記念ラジオ特番、森本真弓と共に司会を担当/1982年10月31日）
- はじめちゃんの歌え人生そりゃボクじゃ 童謡まつり（MRTラジオ公開生放送/1985年8月17日）
- 新春家族対抗歌合戦（ラジオ特番、生中継/武中吾子と共に司会を担当/1988年1月3日）
- はじめちゃんの長寿万歳・響け青春の歌声（MRTラジオ敬老の日 特番、高城町より生中継/1989年9月15日）
- 歌の花暦〜武中はじめと歌おう〜（MRTラジオ公開生放送、みやざきフラワーフェスタ'92/武中吾子と共に司会を担当/1992年3月15日）
- 武中はじめ・演歌の旅40年（ラジオ特番/1992年6月1日放送、19:00-20:00）

### イベント活動
- はじめちゃんと行こう〜コスモス歌の旅（MRTラジオ企画/1986年9月27日）
- はじめちゃんの歌え人生そりゃボクじゃ10周年記念歌謡ショー（ふるさと叙情歌謡入選作「四季だより」発表/1986年10月4日）

## 歌手活動：主なディスコグラフィ

### 歌唱
- 「みやざき小唄」（1967年、デビュー曲）
- 「ぼんぼん恋歌/南国慕情」（1968年12月、日本コロムビア）

※南国慕情（B面）：作詞・赤城慧、作曲：山本丈晴
- 「元気だしなよ /四角い空」（1978年6月）

※元気だしなよ（A面）：作詞・山塚重人、作曲・堀川敏幸、編曲・甲斐靖文、歌・武中はじめ
※四角い空（B面）：作詞・はらちあき、作曲・武中アコ、編曲・甲斐靖文、歌・武中アコ
- 「ふる里よ/宮崎よいとこ」（1983年/武中はじめ・武中アコ）
- 「西都おんど」(作詞・黒木淳吉、作曲・山本丈晴)

### 曲提供
- 「おんな坂」（作詞・武中はじめ、作曲・柳田光義、歌・園ますみ）

## 関連人物
- 武中吾子〔武中アコ〕（宮崎ローカルタレントとして活動し、親子揃っての番組出演も多かった）
- 堀川敏幸（作詞家・作曲家。「元気だしなよ」を作曲し、武中と共にレコード化を実現）
- 山本丈晴（1966年1月1日放送のTBS「サンテ10人抜きのど自慢 優勝者大会」の審査員。「南国慕情」等を作曲）
- 森本真弓（元「劇団四季」在籍。80年代、MRTラジオパーソナリティとして活動。武中と幾つかのレギュラーラジオ番組を担当）
- 紘呂しのぶ（武中と同郷の歌手。コロムビア歌謡学校に在籍時代、武中に師事。現・高原町ふるさと大使）
- 大原恵子（「10人抜き歌のチャンピオン」を経てコロムビア専属歌手となり「おんな恋みなと」でデビュー。現・清水怜子）
- 柳田光義（作曲家、「10人抜き歌のチャンピオン」「ザ・歌BAN」で共演。その後もMRTラジオ番組出演や歌謡教室講師として活動していたが、2017年死去。）
- 園ますみ（1971年より歌手活動を行う。現在、宮日カルチャーMRTミック教室にてカラオケ教室講師を務める）